# 随锐科技
随锐科技(英語：SUIRUI Technology Company Limited)，成立于2006年1月23日，从事视频通信服务及视频云平台销售、服务、研发和设计的科技公司。舒骋先生为随锐科技(SUIRUI)的创始人，现为随锐科技董事长兼CEO。

## 历史
2006年1月23日，随锐科技在北京市海淀区正式注册成立，创建于中国北京市海淀区清华科技园（东区）的科技财富中心。
2010年6月，随锐科技获得用友集团、清华科技园创业投资有限公司、西部坚垒投资管理有限公司三家风险投资机构的注资，完成第一轮投资机构融资。
2014年1月， 随锐科技在“2014福布斯中国非上市潜力企业100强”上榜，排名第24位。
2018年8月28日，鴻海精密子公司佰昌科技服務（天津）以每股 27.04元人民幣，斥資2.5億元人民幣 (約新台幣 11.24 億元) 入股随锐科技 5.2634%股权

## 連結
- SUIRUI.com （页面存档备份，存于）